# Wasyl Ołeśkiw
Wasyl Ołeśkiw (ukr. Василь Олеськів; ur. 12 października 1924 w Zborowie, zm. 17 grudnia 2016 w Londynie) – ukraiński działacz nacjonalistyczny.
Od 1944 na emigracji. W latach 1987–1991 przewodniczył frakcji banderowskiej Organizacji Ukraińskich Nacjonalistów.